# Farzar
Farzar è una serie televisiva animata statunitense del 2022, creata da Roger Black e Waco O'Guin.
La serie è stata interamente pubblicata dal servizio di video on demand Netflix il 15 luglio 2022 in tutti i territori in cui il servizio è disponibile.
Il 15 novembre 2023 la serie è stata cancellata dopo una stagione.

## Trama
Farzar segue il principe Fichael e il suo equipaggio mentre si avventurano fuori dalla loro città umana per combattere gli alieni malvagi che vogliono ucciderli.

## Episodi
| Stagione       | Episodi | Pubblicazione USA | Pubblicazione Italia |
| -------------- | ------- | ----------------- | -------------------- |
| Prima stagione | 10      | 2022              | 2022                 |

## Personaggi

### Personaggi principali
- Renzo, voce originale di Lance Reddick, italiana di Alessandro Budroni.
- Principe Fichael, voce originale di Dana Snyder, italiana di Gabriele Patriarca.
- Barry Barris, voce originale di David Kaye, italiana di Emilio Mauro Barchiesi.
- Val e Mal Skullcruncher, voci originali di Kari Wahlgren, italiane di Ludovica Bebi.
- Scootie, voce originale di Jerry Minor, italiana di Manuel Meli.

### Personaggi ricorrenti
- Bazarack Francine Finklestein, voce originale di Dana Snyder, italiana di Riccardo Scarafoni.
- Zobo, voce originale di Carlos Alazraqui.
- Billy, voce originale di Dana Snyder, italiana di Piero Di Blasio.
- Quarf, voce originale di Rocky Russo.
- Flobby, voce originale di Waco O'Guin.
- Belzert, voce originale di Roger Black.
- Regina Flammy, voce originale di Grey Griffin, italiana di Valeria Vidali.
- Susan Weatherby, voce originale di Grey Griffin, italiana di Silvia Barone.
- Carol, voce originale di Dana Snyder, italiana di Pasquale Severino.